# Chondrosum elatum
Chondrosum elatum là một loài thực vật có hoa trong họ Hòa thảo. Loài này được (Reeder & C.Reeder) Clayton mô tả khoa học đầu tiên năm 1982.